# Hero (film)
Hero (zh: 英雄, pinyin: Yīngxióng) är en Wuxiafilm från 2002 i regi av Zhang Yimou med musik av Tan Dun. Huvudrollen görs av Jet Li som den namnlöse hjälten. Filmen är löst baserad på den legendariske Jing Ke och utspelar sig under De stridande staternas tid.
Hero hade först premiär i Kina 24 oktober 2002. Då var filmen den dyraste och mest inkomstbringande filmen i kinesisk filmhistoria. Den hade premiär i Sverige 28 mars 2003 och 4 april i Finland. Miramax Films ägde den amerikanska distributionsrätten till filmen men släppte inte filmen på två år efter den kinesiska premiären. Det var först 27 augusti 2004 som filmen hade amerikansk premiär då den uppfördes av Quentin Tarantino.
Den var nominerad till en Oscar för bästa utländska film vid Oscarsgalan 2003.

## Handling
För länge sedan bestod Kina av sju olika stater med varsin kung. Den mäktigaste är kungen av Qin som planerar att erövra de andra sex staterna. Han är emellertid rädd för att bli lönnmördad. De tre farligaste lönnmördarna är Brutna svärdet, Yrsnö och Sky. En dag dyker Namnlös upp vid kungens hov och berättar hur han dödat alla tre. När han berättat klart ifrågasätter kungen en del detaljer i berättelsen. Har Namnlös verkligen berättat sanningen?

## Rollista (i urval)
- Jet Li – Namnlös
- Tony Leung Chiu Wai – Brutna svärdet
- Maggie Cheung – Yrsnö
- Zhang Ziyi – Måne
- Chen Daoming – kungen av Qin
- Donnie Yen – Sky
- Liu Zhongyuan – den lärde
- Zheng Tian Yong – den gamle tjänaren
- Qin Yan – premiärministern
- Wang Shou Xin – musikern